# Eucereon sadana
Eucereon sadana är en fjärilsart som beskrevs av Druce 1906. Eucereon sadana ingår i släktet Eucereon och familjen björnspinnare. Inga underarter finns listade i Catalogue of Life.